# Popis smrtnosti po ratovima i katastrofama
Popis smrtnosti po ratovima i katastrofama pokriva najznačajnije sukobe u kojima je poginuo najveći broj žrtava zabilježenih u ljudskoj povijesti. Navodi su razvrstani po najnižim kao i po najvišim procjenama poginulih, imenima događaja, lokacijama te vremenskim razdobljima. 
U 10 najkrvavijih ratova u ljudskoj povijesti poginulo je između 158 milijuna (najniže procjene) i 284 milijuna (najviše procjene) ljudi.
Broj poginulih žrtava u 20 najkrvavijih ratova je negdje između 177 i 344 milijuna. Iako je Drugi svjetski rat na glasu najbrutalnijeg sukoba u povijesti, u njemu je poginulo tek 20 % svih žrtava zbroja 20 najsmrtonosnijih ratova.

## Ratovi i oružani sukobi
Ove brojke od jedan milijun ili više smrti uključuju i smrti civila od bolesti, gladi i drugih uzroka koji su nastali kao posljedica pojedinog sukoba, kao i smrti vojnika u bitkama te mogući masakri i genocidi. 
| Najniža procjena   | Najviša procjena | Događaj                         | Lokacija                                    | Od    | Do    | Vidi također                                                                                                  |
| ------------------ | ---------------- | ------------------------------- | ------------------------------------------- | ----- | ----- | --- |
| 40.000.000         | 72.000.000       | Drugi svjetski rat              | Svijet                                      | 1939. | 1945. | Drugi kinesko-japanski rat                                                                                    |
| 30.000.000         | 60.000.000       | Mongolska osvajanja             | Srednja Azija, Europa, Bliski istok         | 1207. | 1324. | Mongoli i Tatari                                                                                              |
| 25.000.000         | 25.000.000       | Manchu osvajanje Dinastije Ming | Kina                                        | 1616. | 1662. | |
| 20.000.000         | 30.000.000       | Taiping pobuna                  | Kina                                        | 1851. | 1864. | |
| 13.000.000         | 36.000.000       | An Shi pobuna                   | Kina                                        | 756.  | 763.  | Dinastija Tang                                                                                                |
| 9.000.000          | 17.000.000       | Prvi svjetski rat               | Svijet                                      | 1914. | 1918. | |
| 8.000.000:str. 113 | 12.000.000       | Dungan pobuna                   | Kina                                        | 1855. | 1877. | |
| 7.000.000          | 20.000.000       | Timurova osvajanja              | Bliski istok, Indija, Srednja Azija, Rusija | 1369. | 1405. | |
| 3.000.000          | 6.500.000        | Napoleonski ratovi              | Europa, Egipat, Sirija                      | 1804. | 1815. | Napoleon Bonaparte, Napoleonova invazija na Rusiju                                                            |
| 3.000.000.         | 5.400.000        | Drugi rat u Kongu               | Kongo                                       | 1998. | 2003. | Prvi rat u Kongu                                                                                              |
| 3.000.000          | 11.500.000       | Tridesetogodišnji rat           | Srednja Europa                              | 1618. | 1648. | |
| 3.000.000          | 7.000.000        | Ustanak Žutih turbana           | Kina                                        | 184.  | 205.  | |
| 2.000.000          | 4.000.000        | Francuski vjerski ratovi        | Francuska                                   | 1562. | 1598. | Bartolomejska noć                                                                                             |
| 2.000.000          | 2.000.000        | Shakova osvajanja               | Afrika                                      | 1816. | 1828. | |
| 1.874.000          | 3.500.000        | Korejski rat                    | Korejski poluotok                           | 1950. | 1953. | hladni rat |
| 1.800.000          | 8.000.000        | Pad Rimskog Carstva             | Bliski istok, Europa                        | 251   | 476   | Vizigoti, Vandali, Svevi, Alani, Ostrogoti i Huni su sa svojim napadima doprinijeli propasti Rimskog Carstva. |
| 1.512.824          | 9.000.000        | Ruski građanski rat             | Rusija                                      | 1917. | 1921. | |
| 1.500.000          | 4.000.000        | Vijetnamski rat                 | Vijetnam                                    | 1959. | 1975. | hladni rat |
| 1.000.000          | 9.000.000        | Križarski ratovi                | Bliski istok, Europa                        | 1095. | 1291. | Prvi križarski rat, Drugi križarski rat                                                                       |
| 1.000.000          | 2.000.000        | Afganistanski građanski rat     | Afganistan                                  | 1979. | 2001. | |
| 1.000.000          | 1.900.000        | Drugi sudanski građanski rat    | Sudan                                       | 1983. | 2005. | |
| 1.000.000          | 3.000.000        | Kineski građanski rat           | Kina                                        | 1927. | 1949. | |

## Genocidi i optužbe za iste
Genocid se definira kao dio „čina napravljenog s namjerom da uništi, u potpunosti ili dijelomično, nacionalnu, etničku, rasnu ili religioznu grupu, zapovijedi da se članovi skupine ubijaju ili da im se nanose teške tjelesne ozljede ili da im se teško narušava tjelesno ili duševno zdravlje". Pojam genocid definiran je u Konvenciji o sprečavanju i kažnjavanju zločina genocida koju je Opća skupština UN-a prihvatila 9. prosinca 1948.
Utvrditi koji povijesni događaji su doista bili genocid a koji su bili samo kriminalno ili neljudsko ponašanje je predmet dvojbi. U skoro svakom slučaju svaka optužba za genocid je bila osporavana od strane okrivljene za taj čin, a manipulacija i preuveličavanje brojki žrtava je česta pojava. Stoga će pojam genocid uvijek ostati kontroverzan pojam.
Slijedi popis genocida i optužaba za genocid koji bi se trebao shvatiti u tom kontekstu te se ne smatrati definitvnim konsenzusom događaja u pitanju.
Genocidi su postojali i prije 1490., ali su tadašnji zapisi nepouzdani i nepotpuni, tako da se većinom samo moderni primjeri uzimaju u obzir. Slijedi popis 30-ak najznačajnijih genocida u zadnjih 500 godina ljudske povijesti.
| Najniža procjena | Najviša procjena | Događaj                                                      | Lokacija                                                 | Od    | Do    | Bilješke |
| ---------------- | ---------------- | ------------------------------------------------------------ | -------------------------------------------------------- | ----- | ----- | --- |
| 4.871.000        | 11.000.000       | Genocidi Trećeg Reicha                                       | Europa                                                   | 1941. | 1945. | S oko 5 do 6 milijuna ubijenih Židova, mnogi povjesničari definiraju Holokaust samo kao genocid europskih Židova. Šire definicije uključuju do 1.500.000 Roma koji su također bili meta istrebljenja zbog svoje rase. Šire definicije također uključuju političke i religiozne neistomišljenike, 200.000 invalida, 2 do 3 milijuna sovjetskih zarobljenika rata, 5.000 Jehovinih svjedoka i oko 15.000 homoseksualaca, čime je smrtnost dosegla brojku od 9 milijuna. Brojka se penje na 11 milijuna ako se uključe i smrti oko 2 milijuna Poljaka. Vidi Holokaust |
| 2.582.000        | 10.000.000       | Holodomor                                                    | Ukrajina                                                 | 1932. | 1933. | Umjetno stvorena glad uzrokovana vladom Josifa Staljina tijekom kolektivizacije Ukrajine koja je navodno bila usmjerena protiv nacionalizma te države. Vrhunac Holodomora zbio se u proljeće 1933., kada je Ukrajini od gladi umiralo 17-ero ljudi svake minute, 1.000 svakog sata, a gotovo 25 tisuća svakog dana. U namjeri da do kraja suzbije istaknuti ukrajinski patriotizam, koji se nije trajno pomirio boljševičkom vladom, Staljin je, nakon odluke o prisilnoj kolektivizaciji seljačkih posjeda, 1932. podignuo obvezatnu kvotu ukrajinskog udjela u prinosu žita za čak 44%, čime je svjesno i umjetno izazvao nestašicu hrane među stanovnicima Ukrajine. Europski parlament donio je 2008. rezoluciju kojom se Holodomor proglašava zločinom protiv čovječnosti te da je "cinično i okrutno planiran od strane Staljinovog režima kako bi se provela politika kolektiviziranja poljoprivrede protiv volje ruralnog stanovništva iz Ukrajine". Današnja ukrajinska vlada smatra da je Holodomor bio genocid Ukrajinaca.                                                       |
| 2.000.000        | 100.000.000      | Kolonizacija Amerike                                         | Amerika                                                  | 1492. | 1900. | Od kada je Kristofor Kolumbo po prvi put stao na tlo američkog kontinenta, do raznih kolonizacija od europskih osvajača, procjenjuje se da je ubijeno između 10 i 20 milijuna Indijanaca. Autor David E. Stannard čak spominje i smanjanje populacije domorodaca Amerika od 100 milijuna u tom razdoblju, makar mnogi osporavaju tu brojku i smatraju je pretjeranom pošto ne spominje izvore. Među najzaslužnijim faktorima nestanka velikog broja domorodaca bila je pojava novih bolesti donesenih od Europljana, među kojima se ubrajaju boginje, ospice i tifus, s kojima domorci prije nikada nisu stupili u kontakt. |
| 750.000          | 2.000.000        | Velika glad u Irskoj                                         | Irska                                                    | 1845. | 1849. | Paul Gallagher navodi da se bolest truljenja krumpira pojavila u Sjevernoj Karolini te proširila po cijeloj sjevernoj hemisferi, ali da nije uzrokovala masovnu smrt nigdje osim u Irskoj. Prema njemu, glavni uzrok tome bili su rigidni zakoni britanskih veleposjednika koji su Ircima dopuštali da se jedino bave uzgojem krumpira kako bi prehranili sebe i svoju stoku. Irci su uzgajali i žitarice, ali samo radi prodaje kako bi otplatili stanarinu, a ne radi prehrane. Prema njemu, britansko zakonodavstvo ostavilo je Ircima samo tri izbora tijekom gladi: umrijeti od gladi prodajom žitarica kako bi otplatili stanarinu; prijaviti se javnim radovima kako bi radili do iznemoglosti ili emigrirati preko Atlantika. Još 1785. premijer William Pitt iznio je zakon prema kojem "Irska ne bi smijela trgovati s bilo kojom zemljom čije trgovanje bi se moglo kositi s interesima engleskih korporacija". Već 1801. to je pretvorilo Irsku u državu koja se jedino bavi kulturom krumpira i ničim drugim, a jednom kada je ta grana uništena, uništena je i cijela nacija. |
| 740.800          | 3.000.000        | Glad, politička represija Crvenih Kmera                      | Kambodža                                                 | 1975. | 1979. | "Demokratska Kampučija" je službeno ukinula novac, banke, privatno vlasništvo, zabranila ispovijedanje religije, zatvorila sve bolnice i škole, te gotovo cjelokupno stanovništvo kambodžanskih gradova protjerala na selo gdje su bili prisiljeni raditi u kolektivnim poljoprivrednim komunama. Svatko tko se opirao toj politici bio je proglašen neprijateljem poretka i likvidiran. Osim stare aristokracije i društvene elite, na posebnoj meti režima su bili intelektualci koji su se držali "uprljanim" zapadnom kulturom, a samim time i reakcionarnom buržoaskom ideologijom. Režim Crvenih Kmera je također počeo vršiti brutalno etničko čišćenje nad manjinama kao što su Kinezi i Vijetnamci. Pol Pot je izbjegao odgovornost, no u rujnu 2007. Nuon Chea, drugi u rangu Crvenih Kmera i najstariji preživjeli suradnik, je optužen za ratne zločine i zločine protiv čovječnosti. Naknadno su pred sudom optuženi i Ieng Sary i Ieng Thirith. 2010., Kaing Guek Eav, voditelj zloglasnog zatvora S-21, osuđen je na 35 godina zatvora.                                      |
| 500.000          | 3.000.000        | Progon Nijemaca nakon Drugog svjetskog rata                  | Europa                                                   | 1945. | 1950. | S barem 12 millijuna Nijemaca izravno pogođenih, vjerojatno 14 millijuna ili više, to je bilo najveće premještanje bilo koje etničke skupine u modernoj povijesti i najveće od svih evakuacija ili premještanja nakon Drugog svjetskog rata u Europi. Nijemci su nakon 1945. protjerani iz mnogih država Europe, osobito iz Čehoslovačke, SSSR-a i Jugoslavije, te većinom pronašli utočište u Njemačkoj. Taj događaj se uglavnom klasificira kao "razmjena stanovništva" ili kao etničko čišćenje. Neki povjesničari idu toliko daleko da progon karakteriziraju kao genocid. Primjerice, Rudolph J. Rummel ga je svrstao i kao democid i kao genocid. Vidi također: Volksdeutsche, Nijemci u Hrvatskoj, Nijemci u Vojvodini. |
| 500.000          | 1.000.000        | Genocid u Ruandi                                             | Ruanda                                                   | 1994. | 1994. | Pripadnici Hutua ubili su nenaoružane muškarce, žene i djecu. Neki su počinitelji proglašeni krivima na Međunarodnom sudu pravde za Ruandu. |
| 480.000          | 600.000          | Masakri u carstvu Zunghar Khanate                            | Zapadna Kina, Kazahstan, sjeverni Kirgistan, južni Sibir | 1755. | 1758. | Car Chianlong premjestio je preostale pripadnike naroda Zunghar u središte Azije te naredio generalima da ubiju sve muškarce u Barkolu ili Suzhou, te podijelio njihove žene i djecu vojnicima dinastije Qing. Službenici dinastije zapisali su da je oko 30-50% Zungharaca masakrirano, 30-40% pomrlo od boginja, a 20-30% pobjeglo u Rusiju ili Kazahstan. Clarke je zapisao da je oko 80%, ili između 480,000 i 600,000 ljudi, ubijeno između 1755. i 1758. u "potpunom uništenju ne samo Zunghar države nego i Zungharaca kao nacije". Povjesničar Peter Perdue je pokazao da je smanjenje Zungharaca bio rezultat izravne politike istrebljenja koju je pokrenuo car Chianlong, iako su ovu "namjernu upotrebu pokolja" ignorirali većina povjesničara. |
| 400.000          | 400.000          | Rusko osvajanje Kavkaza                                      | Kavkaz                                                   | 1817. | 1864. | Prvi i Drugi čečenski rat ponovno su skrenuli pozornost na povijest ruske invazije Kavkaza, u kojem su ruski vojnici izvršili etničko čišćenje tog područja od muslimanskih naroda, pogotovo od Čerkeza, i naselili rusko stanovništvo. Prema nekim procjenama, od 3 milijuna autothonih naroda, 90 % je protjerano s Kavkaza, a "barem desetci tisuća ljudi je ubijeno u egzodusu". |
| 300.000          | 1.500.000        | Armenski genocid                                             | Turska, Sirija                                           | 1915. | 1918. | Otomansko Carstvo je 1915. počelo s prisilnim skupljanjem Armenaca te ih tjeralo na hodanje stotinama kilometara bez hrane i vode do pustinje u Siriji. Masakri su obuhvatili mnoge Armence, bez obzira na dob i spol, a silovanja su bila česta pojava. Moderna Turska vlada odbija priznati taj događaj kao genocid te navodi da su Armenci poginuli u sklopu sukoba Prvog svjetskog rata. |
| 300.000          | 500.000          | Dekozakizacija                                               | Područje rijeke Don                                      | 1919. | 1920. | U Ruskom građanskom ratu nakon Oktobarske revolucije, Kozaci su se našli na obje strane sukoba. Mnogi službenici i iskusni Kozaci borili su se za Bijelu armiju, a neki za Crvenu armiju. Nakon poraza Bijele armije, novi režim je gledao na Kozake kao prijetnju te započeo "Dekozakizaciju", tj. preseljenje preživjelih pripadnika tog naroda s područja rijeke Don. To je uglavnom uključivalo cjepkanje i priključivanje njihovog teritorija drugim autonomnim republikama Sovjetskog Saveza, te ohrabrivanje naseljavanja tih ljudi na njihovo područje. Michael Kort piše da je "između 1919. i 1920., od populacije od oko 3 milijuna, režim Boljševika ubio ili deportirao između 300.000 i 500.000 Kozaka". |
| 300.000          | 1.000.000        | Grčki genocid                                                | Turska                                                   | 1915. | 1923. | Slično kao i kod Armenskog genocida, Otomansko Carstvo je krenulo s "čišćenjem" države od kršćanskog stanovništva. Ovog puta su žrtve bili Grci koji su prisilno deportirani, odvedeni u marš smrti, masakrirani ili jednostavno protjerani. Grčko-turski rat 1919. – 1922. samo je ubrzao taj proces, tako da su Grci i Turci razmijenjeni između Grčke i Otomanskog Carstva. Prije te kampanje, Carstvo je imalo između 1,8 i 2,5 milijuna Grka, nakon nje broj Grka je gotovo nestao. Prema grčkoj evidenciji iz 1928., samo je 1.104.216 Grka emigriralo u Grčku. Pojam "genocid" je osporavan u ovom slučaju te ostaje predmetom rasprave. |
| 275.000          | 750,000          | Asirski genocid                                              | Turska                                                   | 1915. | 1918. | Sporno, no neki događaj smatraju genocidom. |
| 270.000          | 655,000          | Pokolj Srba, Židova, Roma i Hrvata tijekom režima ustaša     | Zapadni Balkan                                           | 1941. | 1945. | Ne postoji akademski konsenzus oko ovog događaja kada su nacisti postavili marionetski režim ustaša u NDH. Procjene sežu od 270.000 do 700.000 ubijenih, makar se ova zadnja brojka smatra pretjeranom pošto prelazi ukupan broj žrtava Drugog svjetskog rata na području cijele Jugoslavije koji je prema ispitivanju iz 1964. iznosio 597.323. Broj žrtava je vjerojatno negdje oko 300.000, isključujući i smrti uzrokovane partizanima, četnicima i savezničkim bombardiranjem. Broj Srba smanjio se u samoj Hrvatskoj sa 633.000 (1931.) na 543.795 (1948.). Bosna je imala 129.114 srpskih žrtava tijekom rata. U Beogradskom muzeju Holokausta skupljeno je 77.743 imena žrtava logora Jasenovca. Moderna hrvatska vlada ograđuje se od tih zločina i svakog travnja obilježava obljetnicu stradanja u Jasenovcu gdje se odaje počast žrtvama. Vidi također Holokaust u NDH, Srbi u NDH: Broj žrtava. |
| 178.258          | 400.000          | Rat u Darfuru                                                | Sudan                                                    | 2003. | 2009. | Za razliku od Drugog sudanskog građanskog rata, koji je bio religijski rat, ovo je etnički sukob. Ne-arapsko stanovništvo Darfura - kršćani i animisti - pobunili su se protiv represije arapske, muslimanske vlade u Sudanu i zahtijevali neovisnost. Vladine paravojne postrojbe Janjaweed počinili su potom strašne zločine u Darfuru. Sudanski predsjednik Omar al-Bašir je optužen za ratne zločine 2008., postavši prvi predsjednik neke države još na vlasti koji je optužen za to. |
| 150.000          | 500.000          | Diktatura i politički teror u Etiopiji                       | Etiopija                                                 | 1978. | 1979. | Diktator Mengistu Haile Mariam naređivao je masovna ubojstva studenata, intelektualaca i oporbenih političara tijekom svoje brutalne vladavine. Human Rights Watch opisao je njegovu strahovladu kao "jednu od najsustavnijih državno organiziranih masovnih ubojstava ikada viđenih u Africi". Mariam je u odsutnosti 2006. na etiopskom sudu proglašen krivim za genocid i zločine. |
| 117.000          | 500.000          | Pobuna u Vendéeji                                            | Francuska                                                | 1793. | 1796. | Neki povjesničari događaj opisuju kao genocid. Vidi također Francuska revolucija |
| 102.800          | 200.000          | Indonezijska okupacija i politička represija Istočnog Timora | Istočni Timor                                            | 1975. | 1999. | Sporno, ali povremeno se spominje kao genocid među povjesničarima. |
| 100.000          | 200.000          | Pokolj Maja tijekom Gvatemalskog građanskog rata             | Gvatemala                                                | 1962. | 1996. | Povjerenstvo za povijesnu istinu je utvrdila da je 93 % svih zločina izvršila tadašnja gvatemalska vlada a da su narod Maje činili 83 % svih žrtava sukoba. Prema zaključku povjerenstva, to je bio genocid. |
| 95.000           | 312.000          | Atomsko bombardiranje Hirošime i Nagasakija                  | Hirošima, Nagasaki                                       | 1945. | 1945. | Atomsko bombardiranje Hirošime i Nagasakija označilo je prvu, i zasad jedinu, borbenu upotrebu nuklearnog oružja u povijesti. Iako je time završen Drugi svjetski rat, ovaj povijesni događaj i danas je sporan zbog toga što su bombe izbačene ne na vojne instalacije, nego na gradove u kojima su ubijeni civili, bez obzira na dob, spol i rasu. Prema procjenama, u prvom bombardiranju poginulo je 140.000 ljudi, a u drugom 70.000. Posljedice radijacije ostale su generacijama. Ne postoji konzensus da li se radi o genocidu ili ne. |
| 50.000           | 200.000          | Al-Anfal kampanja                                            | Irak                                                     | 1986. | 1989. | Sadam Husein naredio je uništavanje 2.000 sela u Iraku i počinio genocid nad vlastitim stanovništvom Kurda. Vidi također Iračko-iranski rat. |
| 50.000           | 100.000          | Burundijski genocid                                          | Burundi                                                  | 1972. | 1972. | Tutsi vlada masakrirala je Hutu stanovništvo. |
| 42.000           | 300.000          | Pokolj u Nankingu                                            | Kina                                                     | 1937. | 1938. | Pokolj u Nankingu je bio ratni zločin japanskih vojnika počinjen nad Kinezima u Nankingu. |
| 26.000           | 3.000.000        | Zločini u Bangladešu 1971.                                   | Bangladeš                                                | 1971. | 1971. | Zločini u istočnom Pakistanu počinjeni od pakistanskih militanata, koji je vodio do Bangladeškog rata za neovisnost i Indijsko-pakistanskog rata 1971., te se smatra genocidom počinjenim nad Bengalcima. |
| 24.000           | 75.000           | Herero i Nama genocid                                        | Namibija                                                 | 1904. | 1907. | Općenito je prihvaćen čin te se smatra jednim od prvih genocida 20. stoljeća. Herero stanovništvo se pobunilo protiv njemačkog kolonijalizma te započelo pobunu, no izgubili su protiv generala Lothara von Trotha koji ih je odveo u pustinju gdje je većina njih poginulo od žeđi. Slična je sudbina zadesila i Nama stanovništvo. Njemačka vlada čak se 2004. službeno ispričala Namibiji zbog toga, povodom 100. godišnjice genocida. |
| 21.768           | 21.768           | Pokolj u Katinskoj šumi                                      | Katyn                                                    | 1940. | 1940. | Sovjetski vojnici smaknuli su tisuće poljskih doktora, pravnika, profesora, službenika i drugih intelektualaca u Katynu. Zločin je osobno odobrio Staljin. |
| 20.000           | 620.000          | Depopulacija Aboridžina                                      | Australija                                               | 1788. | 1888. | Ne postoji znanstveni konsenzus oko toga da li se radi o genocidu ili ne. |
| 20.000           | 80.000           | Diktatura i politička represija u Ekvatorskoj Gvineji        | Ekvatorska Gvineja                                       | 1969. | 1979. | Diktator Francisco Macías Nguema provodio je brutalnu diktaturu u svojoj zemlji, pogotovo protiv manjinskog naroda Bubi. Procjenjuje se da je njegov režim ubio najmanje 20.000 ljudi, dok je oko 100.000 pobjeglo u inozemstvo, što je gotovo trećina stanovništva te države. Nguemu je na sudu proglašen krivim za genocid i zločine protiv čovječnosti te je strijeljan 1979. |
| 9.000            | 30.000           | Prljavi rat                                                  | Argentina                                                | 1976. | 1983. | Najmanje 9.000 ljudi je mučeno i ubijeno u Argentini od 1976. do 1983., tijekom brutalne desničarske vojne diktature Jorgea Rafaela Videla. |
| 8.000            | 17.000           | Pokolji tijekom Zanzibarske revolucije                       | Zanzibar                                                 | 1964. | 1964. | Tisuće Arapa, većinom civila, je masakrirano tijekom revolucije. |
| 8.000            | 8.000            | Genocid u Srebrenici                                         | Srebrenica                                               | 1995. | 1995. | Masakr genocidnog predznaka prema Međunarodnom sudu za ratne zločine počinjene na području bivše Jugoslavije. Taj zločin označava zasad jedini genocid počinjen na području moderne Europe nakon Drugog svjetskog rata. 2009. parlament EU-a je izglasao rezoluciju po kojoj se 11. srpnja proglašava "danom sjećanja i odavanja počasti stradalima u Srebrenici diljem Europske unije". 31. ožujka 2010. i parlament Srbije izglasao je deklaraciju kojom se ta država, bez spominjanja genocida, ograđuje od tog čina, osuđuje ubojstva Bošnjaka i izražava sućut obiteljima preživjelih. Vidi također Rat u Bosni i Hercegovini, Suđenje za genocid u Bosni i Hercegovini. |
| 328              | 3.500            | Masakr u Sabri i Šatili                                      | Zapadni Bejrut                                           | 1982. | 1982. | 16. prosinca 1982. Opća skupština Ujedinjenih naroda proglasila je taj masakr genocidom. Vidi također Libanonski rat 1982. |

## Democidi i optužbe za iste
Democid je izraz kojeg je skovao politolog Rudolph J. Rummel s namjerom označavanja šireg područja masovnih ubojstava pod zapovjedništvom vlasti nego što označava pojam genocid.
Democid je prema Rummelu svaka vrsta djelovanja od strane vlasti, koja ima za cilj izravno ubijanje ljudi, ili uzrokovanje smrti kod ljudi zbog njihove vjeroispovjesti, rase, jezika, etnije, nacionalnog podrijetla, klase, političkog uvjerenja, disidentskog govora, ili samo zbog puke veze s ljudima koje spadaju u navedene skupine.
| Najniža procjena | Najviša procjena | Događaj                                                                             | Lokacija        | Od           | Do           | Bilješke |
| ---------------- | ---------------- | ----------------------------------------------------------------------------------- | --------------- | ------------ | ------------ | --- |
| 50.000.000       | 50.000.000       | Kolonijalizam                                                                       | Svijet          | 1492.        | 1990.        | Iako je imao i pozitivnih strana, kolonijalizam je uzrokovao i mnoge negativne posljedice: širenje bolesti, nejednakih društvenih uvjeta, eksploataciju prirodnih resursa i stanovnika, robovlasništvo milijuna ljudi, represiju, prisilno preobraćanje domorodaca na drugu religiju. Vidi također: Britansko Carstvo |
| 37.000.000       | 77.000.000       | Režim Mao Ce Tunga                                                                  | Kina            | 1949.        | 1976.        | Mao Ce Tung je odgovoran za milijune smrti svojeg vlastitog naroda. Među njima se izdvajaju: Veliki skok naprijed, Kineska kulturna revolucija, radni logori, čistka neistomišljenika, okupacija i kolonizacija Tibeta. |
| 5.000.000        | 10.000.000       | Radna eksploatacija Afrikanaca u Slobodnoj Državi Kongo                             | Kongo           | 1886.        | 1908.        | Leopold II od Belgije najviše je poznat kao osnivač i jedini vlasnik Slobodne Države Kongo, njegovog de facto privatnog projekta. Ova država je obuhvaćala prostor današnje Demokratske Republike Kongo, prostora 76 puta većeg od Belgije. Eksploatacija gume i slonovače u Kongu se zasnivala na prislinom radu što je za posljedicu imalo smrt milijuna radnika u 20 godina. Radnici koji nisu ispunili zadane kvote gume su kažnjavani sakaćenjem. Frederic Wertham procjenjuje da je populacija Konga spala s 30 na 8.5 milijuna žitelja u tom razdoblju. Adam Hochschild ne karakterizira te smrti kao rezultat namjerne politike genocida, nego više kao rezultat brutalnog sustava prisilnog rada. |
| 3.000.000        | 60.000.000       | Glad, diktatura, politička represija i democid Sovjeta pod vodstvom Josifa Staljina | Sovjetski Savez | 1924.        | 1953.        | Staljin je provodio brutalnu 30-godišnju represiju vlastitog naroda te politiku kažnjavanja neistomišljenika. Procjene broja preminulih jako se razlikuju - najmanje brojke idu od 3 milijuna a najviše čak i do 60 milijuna, makar se smatraju nepouzdanima i pretjeranima. Nakon raspada Sovjetskog Saveza, povjesničari su procijenili da je broj žrtava negdje između 4 do 10 milijuna. Ruski pisac Vadim Erlikman je napravio sljedeću procjenu: smaknuća, 1,5 milijuna; kažnjenički logori (gulag), 5 milijuna; deportacije, 1,7 milijuna; ratni zarobljenici, 1 milijun - što je sveukupno 9 milijuna žrtava diktature. Povjesničar Roy Medevedev je napravio pak sljedeću procjenu: 1 milijun zatvorenih ili progranih od 1927. do 1929. zbog optužbe da su bili pripadnici oporbenih stanaka; 9-11 milijuna seljaka je protjerano sa svoje zemlje zbog prisilne kolektivizacije; 6-7 milijuna je pomrlo od Holodomora; 1 milijun je raseljeno iz Moskve i Sankt Peterburga jer su im obitelji bile povezane s bivšim pripadnicima kapitalizma; 1 milijun smaknuća tijekom velike čistke 1937. a između 4 do 6 milijuna je deportirano u gulage; dva do tri milijuna je također završilo u logorima jer su se protivilo apsurdno strogim radnim zakonima donesenim 1940.; najmanje 10 milijuna raseljenih prema Sibiru tijekom Drugog svjetskog rata, najviše Nijemaca; preko milijun uhićenih političkih zarobljenika od 1946. do 1953. Također, Crvena armija je nakon Drugog svjetskog rata silovala oko 2 milijuna žena u Njemačkoj a bilo je 3,6 milijuna ljudi u logorima. Konsenzus povjesničara je da je broj Staljinovih žrtava 20 milijuna. |
| 1,200,000        | 2,400,000        | Atlantska razmjena robova                                                           | Atlantski ocean | 16. stoljeće | 19. stoljeće | Veliki broj afričkih robova umiraje tijekom transporta do Amerike. Prije 16. stoljeća, glavno tržište afričkim robljem bio je islamski svijet na istoku. Gustav Nachtigal, jedan od svjedoka, tvrdi da je za svakog živog roba koji je stigao na tržište umrlo tri ili četiri na putu do tamo. |
| 710.000          | 3.500.000        | Diktatura i democid Sjeverne Koreje                                                 | Sjeverna Koreja | 1948.        | Danas        | Poglavari Sjeverne Koreje Kim Il Sung i Kim Jong-il provodili su brutalnu diktaturu i kažnjavanje neistomišljenika. Postoje izvještaji da su ljudi završili u zatvorima samo zato što su Jong-ilu rekli "vođa" a ne "dragi vođa". "Cijela Sjeverna Koreja je gulag", izjavio je jedan američki dužnosnik. Sjevernokorejski kažnjenički logori postoje preko pola stoljeća, 12 puta duže od logora smrti Trećeg Reicha i 2 puta duže od Staljinovih gulaga. |

## Glad
Ovo poglavlje uključuje glad koje su prema povjesničarima uzrokovale politike vladajućih režima izravno ili neizravno, ili vremenske nepogode. Glad je jedan od podcijenjenih faktora uzroka smrti: prema nekim procjenama, u današnje doba svake 2.4 sekunde jedna osoba umire od gladi u Svijetu, što je oko 35.000 mrtvih dnevno ili 12.775.000 godišnje.
| Najniža procjena  | Najviša procjena | Događaj                                             | Lokacija                | Od    | Do    | Bilješke |  |
| ----------------- | ---------------- | --------------------------------------------------- | ----------------------- | ----- | ----- | --- |  |
| 20.000.000        | 43.000.000       | Veliki skok naprijed, glad uzrokovana Mao Ce Tungom | Kina                    | 1959. | 1962. | "Veliki skok naprijed" je bio ekonomski plan transformacija Kine iz poljoprivredne u industrijaliziranu zemlju. Mao je planirao da kineska proizvodnja čelika pretekne britansku. Stoga su mnogobrojni seljaci preusmjereni s polja i poslani da prave čelik od lošeg metala. Kao posljedica, žetva je većinom zapuštena ili su lokalni voditelji bili pod pritiskom javljati da je žetva u najboljem redu kako ne bi smetali planu, što je također navelo državu da izvozi više hrane. Na kraju se plan urušio; nastala je glad od koje su preminuli milijuni ljudi. |  |
| 10.000.000        | 10.000.000       | Velika bengalska glad                               | Indija                  | 1769. | 1790. | |  |
| 5.250.000         | 10.300.000:str 7 | Velika glad 1876.–78.                               | Indija                  | 1876. | 1878. | |  |
| 4.000.000         | 4.000.000        | Glad u Kini                                         | Kina                    | 1333. | 1337. | |  |
| 4.000.000         | 4.000.000        | Bengalska glad u Indiji pod britanskom vlašću       | Indija                  | 1943. | 1943. | |  |
| 2.600.000         | 10,000,000       | Glad u Sovjetskom Savezu, uključujući Holodomor     | Sovjetski Savez         | 1932. | 1933. | |  |
| 1.250.000:str 137 | 10.000.000       | Indijska glad 1899. – 1900.                         | Indija                  | 1899. | 1900. | Glad u Indiji |  |
| 775.000           | 2.000.000        | Velika Irska glad                                   | Velika Britanija, Irska | 1846. | 1849. | |  |
| 500.000           | 500.000          | Glad u Egiptu                                       | Egipat                  | 967.  | 972.  | |  |
| 100.000           | 1.500.000        | Glad u Iraku pod ekonomskim sankcijama UN-a         | Irak                    | 1990. | 2003. | |  |

## Ljudsko žrtvovanje i ritualna ubojstva
Ovo poglavlje uključuje popis smrtnosti zbog ljudskog žrtvovanja i ritualnih ubojstava.
| Najniža procjena | Najviša procjena | Opis                                                | Group                            | Lokacija           | Od                   | Do                   | Bilješke                                                                                                 |
| ---------------- | ---------------- | --------------------------------------------------- | -------------------------------- | ------------------ | -------------------- | -------------------- | --- |
| 14.100           | 2.000.000        | Ljudsko žrtvovanje                                  | Asteci                           | Meksiko            | 14. stoljeće         | 1521.                | Ljudsko žrtvovanje u kulturi Asteka.                                                                     |
| 13.000           | 13.000           | Ljudsko žrtvovanje                                  | Shang Dinastija                  | Kina               | 14. stoljeće pr. Kr. | 11. stoljeće pr. Kr. | 250 godina ritualnog ubojstva.                                                                           |
| 7.941            | 7.941            | Ritualna samoubojstva                               | Sati                             | Bengal, Indija     | 1815.                | 1828.                | |
| 913              | 913              | Revolucionarno kolektivno samoubojstvo u Jonestownu | Sljedbenici kulta "Narodni hram" | Jonestown, Gvajana | 18. studenog 1978.   | 19. studenog 1978.   | Događaj je bio najveći gubitak života američkih civila u neprirodnoj katastrofi sve do napada 11. rujna. |

## Najgori potresi
Ovo poglavlje pokriva poginule u najsmrtonosnijim potresima zabilježenim u ljudskoj povijesti. U 10 najrazornijih potresa, poginulo je 2,5 milijuna ljudi. 
| Broj poginulih | Događaj                         | Lokacija                               | Datum |
| -------------- | ------------------------------- | -------------------------------------- | ----- |
| 830.000        | Potres u Shaanxiju 1556.        | Kina                                   | 1556. |
| 255.000        | Potres u Tangshanu 1976.        | Kina                                   | 1976. |
| 240.000        | Potres u Haiyuanu 1920.         | Kina                                   | 1920. |
| 230.000        | Potres u Aleppu 1138.           | Sirija                                 | 1138. |
| 227.898        | Potres u Indijskom oceanu 2004. | Indonezija, Šri Lanka, Indija, Tajland | 2004. |
| 222.517        | Potres u Haitiju 2010.          | Haiti                                  | 2010. |
| 200.000        | Potres u Damganu 856.           | Iran                                   | 856.  |
| 150.000        | Potres u Ardabilu 893.          | Iran                                   | 893.  |
| 142.000        | Potres u Velikom Kantu 1923.    | Japan                                  | 1923. |
| 137.000        | Potres u Hokkaidu 1730.         | Japan                                  | 1730. |
| 110.000        | Potres u Ašgabatu 1948.         | Turkmenistan                           | 1948. |

## Vanjski izvori
- Najkrvavije bitke 20. stoljeća
- Smrtnost za bitke 16., 17., 18. i 19. stoljeća
- Ratovi 20. stoljeća
- Najgori pokolji svijeta